# Plagioecia subpapyracea
Plagioecia subpapyracea är en mossdjursart som först beskrevs av Ferdinand Canu och Ray Smith Bassler 1930.  Plagioecia subpapyracea ingår i släktet Plagioecia och familjen Plagioeciidae. Inga underarter finns listade i Catalogue of Life.